# 오비린 대학
오비린 대학 (桜美林大学 영어 : J. F. Oberlin University)은 도쿄도 마치다시 토키와 쵸 3758에 본부를 둔 일본의 사립대학이다.

## 개요
오비린 대학의 기원은 1921년 시미즈 야스조우(清水安三)가 베이징시 아사히문 밖에 빈곤 지역의 중국인 여성을 대상으로 설립한 숭정학원(崇貞学園)이다. 후에 시미즈는 미국 오하이오주의 오벌린 칼리지(Oberlin College)에서 공부한 뒤 다시 숭정학원에 귀임했다. 그러나 숭정학원은 일본의 태평양 전쟁패전으로인해 중국 공산당에게 인수되었고 시미즈는 일본으로 귀국하게 되었다. 귀국 후, 시미즈는 기독교학교의 설립을 목표로 오벌린 칼리지의 이름을 딴 "오비린고등여학교(桜美林高等女学校)"를 설립하였고, 1966년에는 오비린 대학을 설립하였다. 현재는 리버럴아트학군, 비즈니스매니지먼트학군, 건강복지학군, 예술문화학군, 글로벌커뮤니케이션학군 5학군으로 구성되어 있다.

## 건학 정신
건학의 정신으로 '기독교정신에 입각한 국제적인재의 육성'을 내걸고 있다.

## 캠퍼스
- 마치다 (町田) 캠퍼스（도쿄 도 마치다 시 토키와 쵸 3758）

JR 요코하마 선 후치노베역
- 플래닛후치노베 (プラネット淵野辺) 캠퍼스（PFC）（가나가와 현 사가미하라 시 주오구 후치노베 4-16-1）

JR 요코하마 선 후치노베역
- 요츠야 (四谷) 캠퍼스（도쿄도 시부야 구 센다가 야 1-1-12）

JR 중앙·소부 선 센다가 야 역

## 특징
- 오비린이라는 이름은 미국의 오벌린 칼리지(Oberlin College)에 유래한다. 오벌린 칼리지는 목사이자 교육자인 '요한 프리드리히 오벌린(Johann Friedrich Oberlin)'이 설립한 학교로 오비린대학의 창설자인 시미즈 야스조우와 시미즈 이쿠코가 유학한 학교이다.
- 영어표기는 J. F. OBERLIN UNIVERSITY, 알파벳표기는 OBIRIN UNIVERSITY

## 학부
- 리버럴아트학군

- 비즈니스매니지먼트학군
  - 비즈니스매니지먼트학류
    - 국제금융사업프로그램
    - 유통, 마케팅프로그램
    - ICT비즈니스프로그램
    - 관광·호스피탤리티엔터테인먼트비즈니스프로그램
    - 경영전략·관리프로그램
    - 회계·재무프로그램
    - 경제·법률프로그램
    - 정보환경프로그램

  - 애비에이션관리학류
    - 에어 라인·비지니스코스
    - 에어 라인·호스피탤리티코스
    - 플라이트오퍼레이션코스

- 건강복지학군
  - 건강과학전문
  - 정신보건복지전문
  - 사회복지전문
  - 보육전수

- 예술문화학군
  - 연극전문
  - 음악전문
  - 조형 디자인 전공
  - 영화 전문 전수

- 글로벌커뮤니케이션학군
  - 영어특별전문
  - 중국어특별전문
  - 일본어특별전문
  - 글로벌교양전문

## 학계
- 인문계
- 언어계
- 예술·문화계
- 법학·정치 학계
- 경제 경영 학계
- 심리 교육계
- 자연 과학계
- 종합 과학계

## 대학원
- 국제학 연구과
  - 국제학 전공-박사 전기 과정
  - 국제 협력 전공-석사 과정
  - 국제 인문 사회 과학 전공-박사 후기 과정
- 경영학 연구과
  - 경영학 전공-석사 과정
- 언어 교육 연구과
  - 일본어 교육 전공-석사 과정
- 영어 교육 전공-석사 과정
- 심리학 연구과
  - 임상 심리학 전공-석사 과정
- 건강 심리학 전공-석사 과정
- 대학 어드미니스트레이션 연구과(통학 과정)
  - 대학 어드미니스트레이션 전공-석사 과정
- 대학 어드미니스트레이션 연구과(통신 교육 과정)
  - 대학 어드미니스트레이션 전공-석사 과정
- 노년학 연구과
  - 노년학 전공-박사 전기·박사 후기 과정